# Valentina Naforniță
Valentina Naforniță (ur. 10 czerwca 1987 w mieście Glodeni w Mołdawii) – mołdawska śpiewaczka (sopran), solistka operowa o międzynarodowej sławie.

## Życiorys
Studiowała w szkole muzycznej Ștefana Neaga w Kiszyniowie, którą ukończyła w 2006. Studiowała na uniwersytecie muzycznym w Bukareszcie. Śpiewała następnie przez rok w Wiedeńskiej Staatsoper. 
Jest laureatką światowego konkursu BBC Cardiff Singer w 2011. 
Mężem jej jest baryton Mihai Dogotari.

## Repertuar operowy
- 2014 partia Zerliny w operze Don Giovanni Mozarta na festiwalu w Salzburgu[2].
- 2014 partia Musetty w operze Cyganeria Ruggera Leoncavalla w Operze Wiedeńskiej[3].
- 2015 partia Noriny w operze Don Pasquale Donizettiego w Operze Wiedeńskiej[4].
- 2015 partia Gildy w operze Rigoletto Verdiego w Operze Wiedeńskiej[5].
- 2018 partia Adiny w operze Napój miłosny Donizettiego w Operze Wiedeńskiej[6].

## Koncerty
- 2013 Wiedeń Tradycyjny bal karnawałowy w operze wiedeńskiej[7].
- 2015 Petersburg Koncert galowy na Placu Pałacowym[8].

- 2017 Düsseldorf 8. uroczysta gala operowa dla Niemieckiej Fundacji AIDS, AIDS-GALA 2017[9].
- 2017 Wiedeń Koncert w Wiener Konzerthaus, José Carreras «A Life in Music»[10].